# Ulcera marginale
Le ulcere marginali sono infezioni della cornea (cheratite) che si manifestano frequentemente associate ad una congiuntivite.
Si distinguono in ulcere marginali
- da congiuntivite
- o di origine nasale.

L'ulcera marginale associata a congiuntivite compare soprattutto negli adulti, nelle porzioni superficiali della cornea nelle vicinanze del limbus. Questo tipo di ulcera regredisce in pochi giorni senza lasciare tracce.
L'ulcera marginale di origine nasale deriva da un'infezione latente alle vie lacrimali. La malattia si presenta con dolore vivo di tipo nevralgico, lacrimazione e fotofobia. A questi si accompagna la rinorrea abbondante, generalmente dalla sola narice corrispondente all'occhio ammalato. Nella zona del limbus si nota una macchia biancastra, determinata dall'infiltrato. Nella zona vicina, la congiuntiva è arrossata. Compare quindi un'ulcera a forma ovale, che può essere seguita da altre più piccole. Dopo otto giorni, la malattia scompare, lasciando una piccola macchia irregolare.